# Willoughby (Ohio)
Willoughby è una città degli Stati Uniti d'America, situata nello Stato dell'Ohio, nella contea di Lake. La città, che si affaccia sul lago Erie, è un sobborgo di Cleveland.